# Piper barberi
Piper barberi är en pepparväxtart som beskrevs av James Sykes Gamble. Piper barberi ingår i släktet Piper och familjen pepparväxter. Inga underarter finns listade i Catalogue of Life.